# کراننبورگ (نوردراین-وستفالن)
کراننبورگ (به آلمانی: Kranenburg) یک شهر در آلمان است که در کلفه واقع شده‌است. کراننبورگ ۹٬۸۸۸ نفر جمعیت دارد.